# 宋文郁
宋文郁（1885年—？）字墨林，遼寧台安人，中华民国政治人物。

## 生平
清朝光緒十一年（1885年）生。自奉天高等巡警學校畢業。歷任奉天興京、黑山等縣警務長，奉天省會警察廳督察長，奉天省會警察廳廳長。1916年，出任奉天省警務處處長兼省會警察廳督辦。後来歷任沙河税捐徵收局局長，省長公署警察顧問，鴨绿江運河兩江水上警察局局長，營口警察廳廳長等職。1919年，出任黑龍江省警務處處長兼省會警察廳廳長。1920年，兼任黑龙江清乡局总办。1921年，任龙江道尹，同年改任黑河道尹兼瑷珲交涉员及瑗珲关监督。1926年，任黑龙江绥兰道尹兼游击队统领，呼海铁路局协理。1927年4月2日，获中华民国北京政府授陆军中将。1928年l2月，任黑龙江省政府委员。1930年，任东省特别区市政管理处处长兼哈尔滨市市长。1931年九一八事变后，曾任满洲国东省特别区长官公署总参议。
1952年11月，安葬在北京东北义园。